# Port Circumcision
Der Port Circumcision (englisch; französisch Port Circoncision, spanisch Puerto Circuncisión ‚Hafen der Beschneidung‘) ist eine Bucht an der Südostküste der zum Wilhelm-Archipel westlich der Antarktischen Halbinsel gehörenden Petermann-Insel.
Teilnehmer der Fünften Französischen Antarktisexpedition (1908–1910) entdeckten sie am 1. Januar 1909. Expeditionsleiter Jean-Baptiste Charcot benannte sie nach der am Neujahrstag gefeierten Beschneidung Jesu Christi. Die Bucht diente der Expedition später als Überwinterungsplatz für ihr Schiff Pourquoi Pas ?. Das UK Antarctic Place-Names Committee übertrug diese Benennung 1953 ins Englische.